# Gourdon (Alpy Nadmorskie)
Gourdon – miejscowość i gmina we Francji, w regionie Prowansja-Alpy-Lazurowe Wybrzeże, w departamencie Alpy Nadmorskie.
Według danych na rok 1990 gminę zamieszkiwały 294 osoby, a gęstość zaludnienia wynosiła 13 osób/km² (wśród 963 gmin regionu Prowansja-Alpy-W. Lazurowe Gourdon plasuje się na 570. miejscu pod względem liczby ludności, natomiast pod względem powierzchni na miejscu 447.).

## Zabytki
- Zamek Gourdon zbudowany w XII wieku na ruinach wcześniejszej twierdzy saraceńskiej. W XVII wieku francuski architekt krajobrazu André Le Nôtre zaprojektował ogród zamkowy. Na terenie zamku będącego prywatną własnością działają dwa muzea:
  - Muzeum Historyczne (fr. Musée Historique) w którego zbiorach znajduje się m.in. biurko Marii Antoniny, autoportret Rembrandta;
  - Muzeum Sztuki Dekoracyjnej i Nowoczesnej (fr. Musée d’Arts Décoratifs et de la Modernité) z rzeźbami Salvadora Dalí'ego[1].